# Gulgrön snårsparv
Gulgrön snårsparv (Atlapetes luteoviridis) är en fågel i familjen amerikanska sparvar inom ordningen tättingar.

## Utseende och läten
Gulgrön snårsparv är en satt sotfärgad finkaktig fågel med en kroppslängd på 17 cm. Fjäderdräkten är matt olivgrön med svart på hjässa, vingar och stjärt. Sidorna på huvudet och strupen är sotgrå. Undersidan är bjärt olivgul, på flankerna mer färglös. "Låren" och vingknogen är lysande gula. Bland lätena hörs ljusa och gnissligt tjattrande ljud samt toner som i engelsk litteratur återges som "tsweet tsweet".

## Utbredning och systematik
Arten förekommer enbart i regnskog i västra Panama. Den behandlas som monotypisk. 

### Släktestillhörighet
Fågeln placeras traditionellt tillsammans med arten gulbyxad snårsparv i släktet Pselliophorus. DNA-studier visar att de är en del av snårsparvarna i Atlapetes och förs allt oftare dit.

### Familjetillhörighet
Tidigare fördes de amerikanska sparvarna till familjen fältsparvar (Emberizidae) som omfattar liknande arter i Eurasien och Afrika. Flera genetiska studier visar dock att de utgör en distinkt grupp som sannolikt står närmare skogssångare (Parulidae), trupialer (Icteridae) och flera artfattiga familjer endemiska för Karibien.

## Status och hot
Gulgrön snårsparv har ett begränsat utbredningsområde och en liten världspopulation bestående av uppskattningsvis endast 6 000–15 000 vuxna individer. Den tros också minska i antal till följd av habitatförlust. Den är därför upptagen på internationella naturvårdsunionen IUCN:s röda lista över hotade arter, kategoriserad som sårbar (VU).